# (73824) 1995 YK1
(73824) 1995 YK1 – planetoida z pasa głównego asteroid okrążająca Słońce w ciągu 4,15 lat w średniej odległości 2,58 j.a. Odkryta 21 grudnia 1995 roku.